# Liste der Bäder in München
Diese Liste gibt einen Überblick über Badeanlagen in München. Die meisten dieser öffentlichen Bäder werden von den Stadtwerken München betrieben.

## Bestehende Bäder
| Name                              | Typ                                                                                       | Eröffnung                             | Betreiber          | Lage                                  | Anmerkungen                                               | Bild           |
| --------------------------------- | ----------------------------------------------------------------------------------------- | ------------------------------------- | ------------------ | ------------------------------------- | --------------------------------------------------------- | -------------- |
| Cosimawellenbad                   | Hallenbad, Wellenbad und Saunalandschaft                                                  | 1980                                  | Stadtwerke München | Bogenhausen (Standort)                | 33-m-Becken, halbstündlich Wellenbetrieb                  | weitere Bilder |
| Dante-Freibad                     | Freibad                                                                                   | 1913                                  | Stadtwerke München | Gern (Standort)                       |                                                           | weitere Bilder |
| Dante-Winter-Warmfreibad          | Winter-Warmfreibad                                                                        | 1913                                  | Stadtwerke München | Gern (Standort)                       |                                                           | weitere Bilder |
| Sommerbad Georgenschwaige         | Freibad                                                                                   | 1833                                  | Stadtwerke München | Schwabing-West (Standort)             |                                                           | weitere Bilder |
| Bad Giesing-Harlaching            | Hallenbad                                                                                 | 1975                                  | Stadtwerke München | Untergiesing (Standort)               |                                                           |                |
| Bad Maria Einsiedel               | Freibad, Naturbad                                                                         | 1890 als Bad der Gemeinde Thalkirchen | Stadtwerke München | Thalkirchen (Standort)                | wird durchflossen vom Mühlbach                            |                |
| Michaeli-Hallenbad                | Hallenbad und Saunalandschaft                                                             | 1955                                  | Stadtwerke München | Perlach (Standort)                    |                                                           | weitere Bilder |
| Michaeli-Freibad                  | Freibad                                                                                   | 1955                                  | Stadtwerke München | Perlach (Standort)                    |                                                           | weitere Bilder |
| Müllersches Volksbad              | Hallenbad, Volksbad                                                                       | 1901                                  | Stadtwerke München | Haidhausen (Standort)                 | kleine Halle mit 18-m-Becken, große Halle mit 31-m-Becken | weitere Bilder |
| Nordbad                           | Hallenbad und Saunalandschaft                                                             | 1941                                  | Stadtwerke München | Schwabing-West (Standort)             |                                                           | weitere Bilder |
| Olympia-Schwimmhalle              | Hallenbad und Saunalandschaft                                                             | 1972                                  | Stadtwerke München | Milbertshofen, Olympiapark (Standort) |                                                           | weitere Bilder |
| Prinzregentenbad                  | Freibad im Sommer Sauna ganzjährig Eislaufen im Winter                                    | 1936                                  | Stadtwerke München | Bogenhausen (Standort)                |                                                           |                |
| Schulschwimmbad Burmesterstraße   | Hallenbad                                                                                 |                                       |                    | Freimann (Standort)                   |                                                           |                |
| Schulschwimmbad Max-Reinhardt-Weg | Hallenbad                                                                                 |                                       |                    | Neuperlach (Standort)                 |                                                           |                |
| Schulschwimmbad Morawitzkystraße  | Hallenbad                                                                                 |                                       |                    | Schwabing (Standort)                  |                                                           |                |
| Schyrenbad                        | Freibad                                                                                   | 1847 1874                             | Stadtwerke München | Untergiesing (Standort)               |                                                           | weitere Bilder |
| Südbad                            | Hallenbad und Saunalandschaft                                                             | 1960                                  | Stadtwerke München | Sendling (Standort)                   |                                                           | weitere Bilder |
| Ungererbad                        | Freibad                                                                                   | um 1900 1855                          | Stadtwerke München | Schwabing (Standort)                  |                                                           | weitere Bilder |
| Westbad                           | Hallenbad (Nutzung der offenen Saunalandschaft im Eintrittspreis inbegriffen), Saunainsel | 1961                                  | Stadtwerke München | Pasing (Standort)                     | Neubau Hallen- und Freibad 1996–1999                      | weitere Bilder |
| Freibad West                      | Freibad                                                                                   |                                       | Stadtwerke München | Pasing (Standort)                     |                                                           | weitere Bilder |

## Nicht mehr bestehende Bäder
- Brausebad am Bavariaring
- Badeanstalt Bad Brunnthal

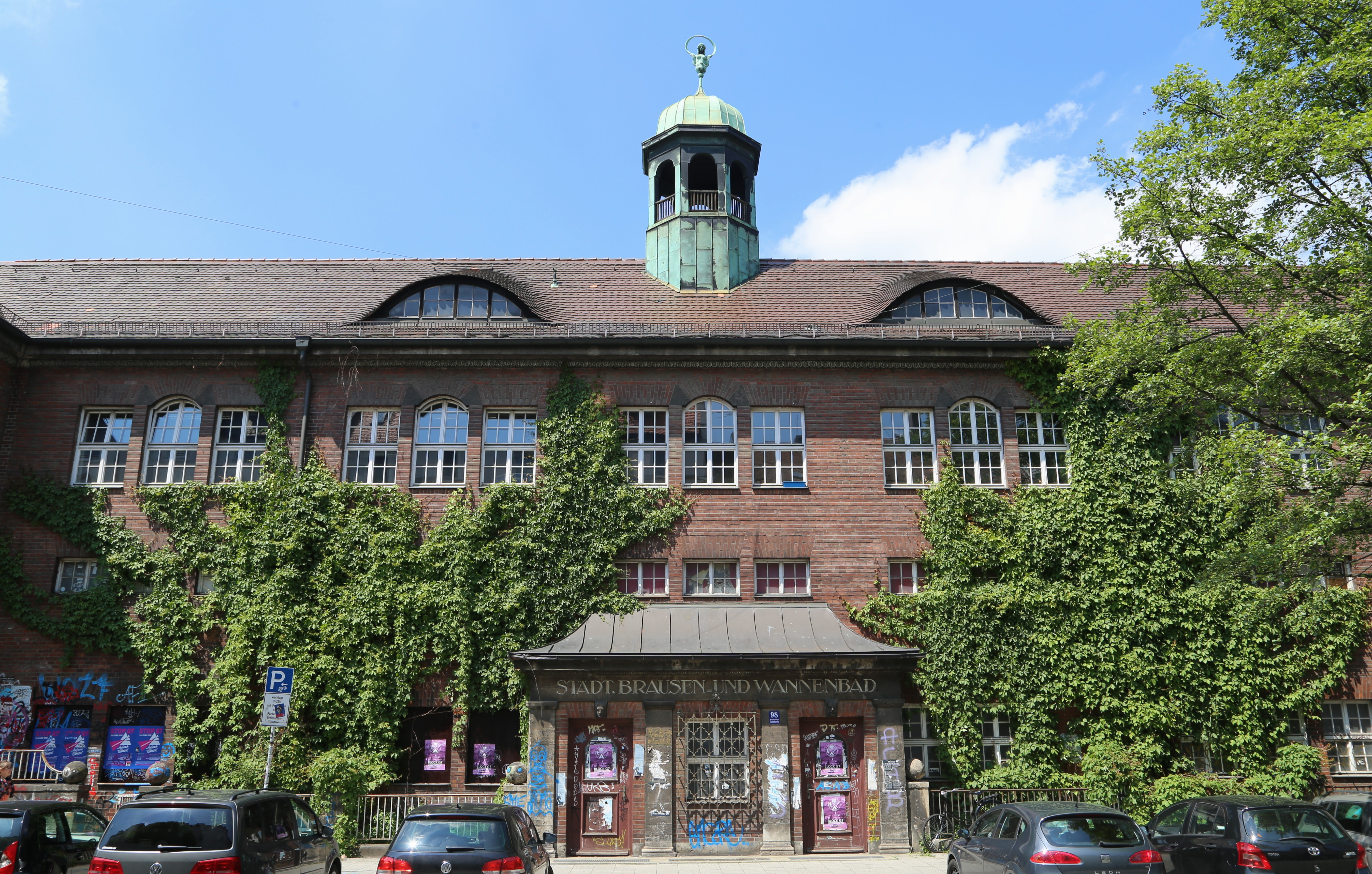
Ehemaliges Tröpferlbad

- Cigonibad Riesenfeldstraße 3, Männerfreibad von 1855 bis 1907
- Dianabad
- Elvira-Bad, Elvirastraße 15
- Familienbad Floriansmühle, Mühlenstraße 23 (heutige Floriansmühlstraße)
- Bad Forstenrieder Park, Hallenbad und Saunalandschaft in Forstenried von 1976 bis 2025
- Georgenschwaige Riesenfeldstraße 2; 1833 errichtet als Militärbadeanstalt, bereits 1827 erwähnt
- Germaniabad am Biederstein (1876–1897)
- Gollwitzer Freibad
- Hans-Sachs-Bad, Hans-Sachs-Straße 14
- Luisenbad, Luisenstraße, Luisenbad München GmbH. Am 19. September 1896 eröffnet. Münchens größte private Badeanstalt dieser Zeit.
- Maximilians-Bad.
- Alte Militärschwimmanstalt am Nymphenburg-Biedersteiner Kanal[1][3]
- Neue Militärschwimmschule Heßstraße 129[1]
- Reichelbad (Pasing)
- Schwimmbad im Westermühlbach (1805–1900)
- Sommerbad Allach
- Steinerbad (Pasing)
- Tröpferlbad, Thalkirchner Straße 98
- Türkenbad, vormals Bavariabad, Türkenstraße 70. Gegründet von Heinrich von Dall’Armi, 1880 eröffnet.